# Orlando Santis
Orlando Santis Contreras (n. Melipilla, Chile, 14 de agosto de 1988) es un futbolista chileno que juega de defensa en Club Deportivo Bories de la Región de Magallanes, Chile.

## Clubes
| Club                 | País  | Año       |
| -------------------- | ----- | --------- |
| Deportes Melipilla   | Chile | 2007      |
| San Antonio Unido    | Chile | 2008      |
| Deportes Melipilla   | Chile | 2009-2010 |
| Deportes Temuco      | Chile | 2011      |
| Provincial Talagante | Chile | 2012-2013 |
| Deportes Linares     | Chile | 2013-2014 |
| Trasandino           | Chile | 2014-2015 |
| Deportes Santa Cruz  | Chile | 2015-2016 |
| Deportes Melipilla   | Chile | 2016-2017 |
| Deportes Pintana     | Chile | 2017      |